# Jakub Nizioł
Jakub Piotr Nizioł (Breslavia, 8 maggio 1996) è un cestista polacco.